# Hirotaka Iida
Hirotaka Iida (Tokio, 29 april 1982) is een voormalig Japans voetballer.

## Carrière
Hirotaka Iida speelde tussen 2001 en 2003 voor Yokohama F. Marinos.